# André Vazzios
André Luiz da Silva Pereira, mais conhecido como André Vazzios (Santo André, 22 de julho de 1975) é um colorista, quadrinista e arquiteto brasileiro. Graduado em Arquitetura pela Universidade Mackenzie, André começou sua carreira de ilustrador em 1995 na editora Abril Jovem.
André se tornou conhecido no mercado brasileiro de quadrinhos por seu trabalho como colorista nas revistas Holy Avenger (roteiro de Marcelo Cassaro e desenhos de Érica Awano) e Lua dos Dragões (roteiro de Cassaro e desenhos de Vazzios), ambas ligadas ao universo ficcional do sistema de RPG Tormenta. Por esses trabalhos, André ganhou o Troféu HQ Mix em 2002 na categoria "melhor colorista" e o Prêmio Angelo Agostini em 2003 e 2004 como "melhor arte-técnica (colorista e letrista)". Ele também ganhou o Troféu HQ Mix de 1999 na categoria "melhor minissérie nacional" por Lua dos Dragões.
Outros trabalhos de André são as cores da HQ Victory (roteiro de Cassado e desenhos de Edu Francisco, publicada nos Estados Unidos pela Image Comics), capas da revista Metal Pesado, ilustrações para a revista Dragão Brasil, cards para a Elma Chips e participação no álbum  MSP +50 - Mauricio de Sousa por Mais 50 artistas.
Em 2009, André publicou o romance gráfico independente Uiara e os filhos do Eco. O livro, produzido com apoio financeiro do ProAc, trata de assuntos ecológicos. O roteiro foi feito por André Vazzios e Jussara Nunes. André também dividiu os desenhos com Monique Novaes e Everton Teles Valério.